# Казарца Лигуре
Каза̀рца Лѝгуре (на италиански: Casarza Ligure; на лигурски: Casarsa, Казарса) е градче и община в Северна Италия, провинция Генуа, регион Лигурия. Разположено е на 34 m надморска височина. Населението на общината е 6722 души (към 2011 г.).